# Sergio Makaroff
Sergio Makaroff (Buenos Aires, Argentina, 7 de diciembre de 1951) es un cantante, músico, compositor, autor e intérprete argentino. Junto a su hermano Eduardo Makaroff formaron el dúo Los Hermanos Makaroff. Desde el comienzo de la década de 1980 hasta la actualidad, Makaroff ha llevado adelante su carrera solista en España.

## Biografía

### Primeros años
Nació en Buenos Aires, Argentina. A los 10 años descubrió simultáneamente los mundos de la música pop, la moda y las chicas. Compró entonces su primer disco, un EP de Chubby Checker, el rey del Twist. En el año 1962, cuando aparecieron The Beatles, Sergio ya era un asiduo cliente de la disquería de su barrio: The Beatles, Rolling Stones, The Kinks, cambiaron su vida para siempre. Jamás tuvo la menor duda: quería ser como ellos, hacer lo que ellos hacían. No podía haber nada mejor en este mundo. Y así fue. A los 14 era el disc-jockey en las fiestas del colegio y recomendaba discos en la revista editada por los estudiantes. A los 16 consiguió su primer trabajo remunerado. Escribía en las revistas “Cronopios” y “La Bella Gente”, donde entrevistaba a los músicos locales y hacía crítica de discos. A los 17, ya inmerso en la cultura del rock, compuso la primera canción: Peter Pan.
A los 18 se fue solo a Nueva York, atraído por el fenómeno hippie. Consiguió un trabajo como vendedor viajero de revistas y logró ver en directo a Jimi Hendrix, James Taylor, Dr. John, Chicago, Linda Ronstadt, The Allman Brothers Band, Arlo Guthrie, Grand Funk Railroad, Chicken Shack y más. De regreso a Buenos Aires, fue elegido para ser uno de los protagonistas de la comedia musical Hair, con la que alcanzó el número uno de las recaudaciones teatrales. Su hermano Eduardo había comenzado a estudiar  guitarra con gran dedicación y pronto el salón de la familia Makaroff se convirtió en el laboratorio en el que ambos componían y ensayaban su flamante repertorio. Las primeras actuaciones del dúo acústico Los Hermanos Makaroff fueron como teloneros del grupo Sui Generis, de Charly García, de quien Sergio se había convertido en asistente.

## Carrera

### Los Hermanos Makaroff
Poco después grabaron, con Charly y la plana mayor de los roqueros argentinos, el legendario Rock del Ascensor. Los Hermanos Makaroff se convirtieron en un quinteto eléctrico y Sergio dejó la guitarra para concentrarse en la música, la moda y las chicas.
El quinteto grabó un sencillo en un sello pequeño y se dedicó a propagar su evangelio ante un creciente grupo de iniciados. En esa época la situación argentina se estaba deteriorando a pasos agigantados. En 1978 Sergio decidió emigrar a España, donde sus amigos Ariel Rot y Alejo Stivel habían formado Tequila y triunfaban por todo lo alto. En el repertorio del mítico grupo estaban el “Rock del Ascensor” y otro par de temas compuestos por Sergio. A través de estos contactos españoles consiguió un contrato con Epic Records y grabó su primer álbum como solista, “Tengo una idea”. Pasó de Madrid a Barcelona a finales de 1978 y ahí sigue hasta hoy.

### Años posteriores
Su primer grupo de acompañamiento era el núcleo de los que luego serían Los Rápidos, Los Burros y El Último de la Fila. Manolo García era su baterista. En el año 1986 grabó su segundo álbum, La buena vida, coproducido con Ariel Rot. Las fotos y el diseño de la portada son de Lydia Delgado, que a la sazón era su compañera sentimental y la madre de su hija Miranda, nacida en 1984. A partir de entonces sobrevino una década de avatares variopintos que mantuvieron a Sergio apartado de la música como actividad profesional, salvo actuaciones esporádicas y locales con el grupo de versiones Good Vibrators. Nunca dejó de componer y cantar, aunque lo hiciera en petit comité. En 1996 Sergio regresó a la palestra con el álbum Un hombre feo, coproducido artísticamente por Ariel y Eduardo –ya radicado en Francia- y ejecutivamente por Alejo Stivel. Andrés Calamaro colaboró y avaló el proyecto a todos los niveles. Este disco tuvo una gran repercusión, impulsado sobre todo por el sencillo Tranqui tronqui, en el que Sergio contaba la historia verídica del robo de su mountain bike.
En 1998 apareció Rico y famoso, producido por Ariel y con la participación de Andrés Calamaro, Fito Páez y Eduardo Makaroff. El quinto disco de Sergio data de 2002. Makaroff fue producido por su viejo amigo y guitarrista de la época de La Buena Vida, Tito Rosell. Como de costumbre, Ariel y Eduardo –ya miembro del trío de electrotango Gotan Project- ofrecieron su colaboración. También con la colaboración del compositor uruguayo Jorge Drexler. En 2008 apareció su penúltimo álbum hasta la fecha -Número Uno- producido por José Nortes con la dirección musical de Ariel Rot. En el año 2001, el humorista y presentador Andreu Buenafuente fichó a Sergio para su programa La cosa nostra, en el que  Makaroff cantaba una canción hecha a medida y mantenía un cara a cara con el conductor.

### Actualidad
En 2011 Sergio lanza El inventor del rompehielos repitiendo el equipo ganador del disco anterior. Paralelamente a la música, y amén de otras ocupaciones, Sergio desarrolló una carrera en el ámbito periodístico que lo llevó a publicar en infinidad de medios escritos, a la vez que colaboraba en radio y televisión. Sergio siempre está componiendo canciones para sí y para otros y cantándolas en Argentina y España. Sus canciones han sido grabadas por Tequila, Los Rodríguez, Ariel Rot, Andrés Calamaro, Gotan Project, Azúcar Moreno, Manolo Tena, Los Tipitos y otros artistas.
En el año 2015 edita su octavo disco titulado Mis posesiones

## Discografía
- Tengo una idea (1980)
- La buena vida (1986)
- Un hombre feo (1996)
- Rico y famoso (1998)
- Makaroff (2002)
- Número 1 (2008)
- El inventor del rompehielos (2011)
- Mis posesiones (2015)
- Desastre con patas (2021)